# In Summer
《In Summer》(여름날)는 디즈니의 2013년 장편 애니메이션 영화 겨울왕국의 노래의 하나로서, 음악과 가사는 크리스틴 앤더슨로페즈와 로버트 로페즈가 맡았다.

## 시놉시스
이 노래는 올라프(조시 개드)가 연기했으며 올라프가 어떻게 자신이 여름날을 경험하고 싶어하는지를 표현하는 코미디, 역설적인 발라드이다. 그는 그림자 안쪽의 장면, 뜨거운 욕조 안에서 긴장을 푸는 장면, 바닷가에서 노는 모습, 모래로 만든 사람들 주변에서 춤추는 모습, 소풍 시 긴장을 푸는 장면을 포함한 여러 장면에 등장하며 눈사람으로서 자신이 녹을 수 있다는 것을 모르고 있으므로 그의 꿈은 허망된 것이다. 이 노래는 부분적으로는 크게 다크 코미디로 간주되는데, 그 이유는 올라프가 하는 개개의 모든 것이 단지 자신을 더 빠르게 녹일 것이기 때문이다.

## 다른 언어
이장원이 부른 한국어 버전은 7,000회 다운로드 이후 가온 뮤직 차트의 다운로드 서브 차트에 189위로 등장하였으나 메인 가온 싱글 차트에는 등장하지 않았다.

## 차트
| 차트 (2013–14)                   | 최고 순위 |
| -------------------------------- | --------- |
| 대한민국 (가온 국제 차트)        | 10        |
| 대한민국 (가온 차트)             | 67        |
| 영국 싱글 (오피셜 차트 컴퍼니)   | 84        |
| US 빌보드 Bubbling Under Hot 100 | 4         |
| US Heatseekers Songs (빌보드)    | 12        |

### 인증
| 국가                               | 인증 | 판매량/출하량 |
| ---------------------------------- | ---- | ------------- |
| 미국 (RIAA)                        | 골드 | 500,000       |
| 판매량+스트리밍을 기반으로 한 인증 |      |               |